# فریتس شوماخر (معمار)
 فریتس شوماخر (انگلیسی: Fritz Schumacher؛ ۴ نوامبر ۱۸۶۹ – ۵ نوامبر ۱۹۴۷) معمار اهل آلمان بود.